# 135799 Ráczmiklós
(135799) Ráczmiklós, denumire internațională (135799) Raczmiklos, este un asteroid din centura principală de asteroizi.

## Descriere
135799 Ráczmiklós este un asteroid din centura principală de asteroizi. A fost descoperit pe 7 septembrie 2002 la Piszkesteto de Krisztián Sárneczky. Asteroidul prezintă o orbită caracterizată de o semiaxă mare de 2,58 ua, o excentricitate de 0,12 și o înclinație de 4,1° în raport cu ecliptica.